# Emil Girl
Emil Girl (Praga, 4 febbraio 1900 – ...) è stato un nuotatore e pallanuotista cecoslovacco.
È stato un membro della Cecoslovacchia che ha partecipato ai Giochi di Anversa 1920.